# 班溪站

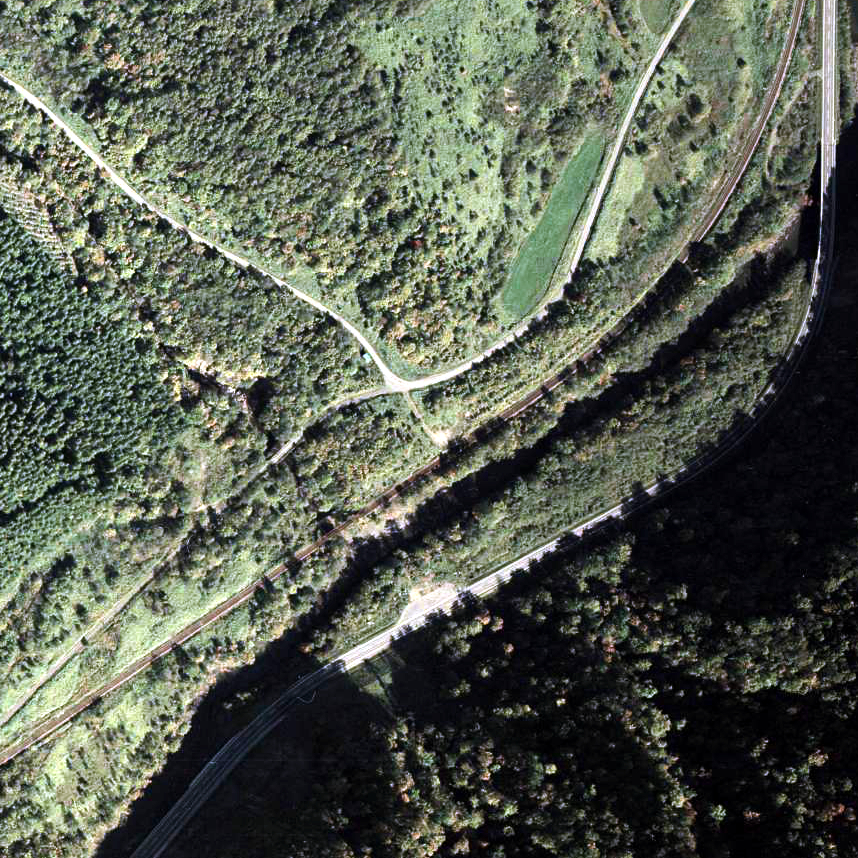
1978年的班溪臨時乘降場和方圓約500米範圍。右上方是紋別方向。興部川與路軌和國道239號天北線並行，在左上方與班溪川合流。在班溪川河道兩邊設有開拓者的小型村落。車站對出設有小徑連接村內的十字路口。在圖中比較難確認車站月台。月台的出入口位於靠近紋別一方。圖中看不到候車室。

班溪站（日语：／ Panke eki */?）是位於北海道紋別郡興部町字宇津，北海道旅客鐵道（JR北海道）的名寄本線車站（廢站）。隨著名寄本線廢線，車站在1989年（平成元年）5月1日廢除。
部分普通列車通過此站，截至1989年（平成元年）4月30日（廢除時的時間表），下行4班和上行4班通過此站。

## 歷史
在1948年（昭和23年）起，戰後開拓者開始在班溪川上流進行開拓。但是由於沒有電力服務，在1953年（昭和28年）開始結束農業業務。在1954年（昭和29年）颱風曼莉（洞爺丸颱風）吹襲下，使許多樹木倒塌，後來開始有許多林業人員進入此村落，直至1965年（昭和40年）。當地的產業變為奶農，以及變成無人地帶。
- 1957年（昭和32年）12月3日 - 日本國有鐵道（國鐵）名寄本線班溪臨時乘降場（局（日语：鉄道管理局）設定）啟用。
- 1987年（昭和62年）
  - 4月1日 - 伴隨國鐵分割民營化，車站由北海道旅客鐵道（JR北海道）營運。同時升級至臨時車站，名為班溪站[3]。
  - 12月1日 - 開始成為常設車站[3]。
- 1989年（平成元年）5月1日 - 名寄本線全線廢除，此站也廢除。

## 車站構造
截至車站廢除前，車站是一座地面車站，設有1面1線的單式月台。
由於車站源自臨時乘降場，因此此站為無人車站。

## 站名的由來
車站名稱取自所在地區名「班溪」。地名源自阿伊努語的「パンケニウプ」（下游有樹木的河流）。車站附近的興部川設有一條支流，名為班溪川。

## 車站周邊
- 國道239號（日语：国道239号）（天北國道）[5]
- 興部川[5]
- 班添川[5]
- 名士巴士（日语：名士バス）「班溪入口」巴士站

## 現況

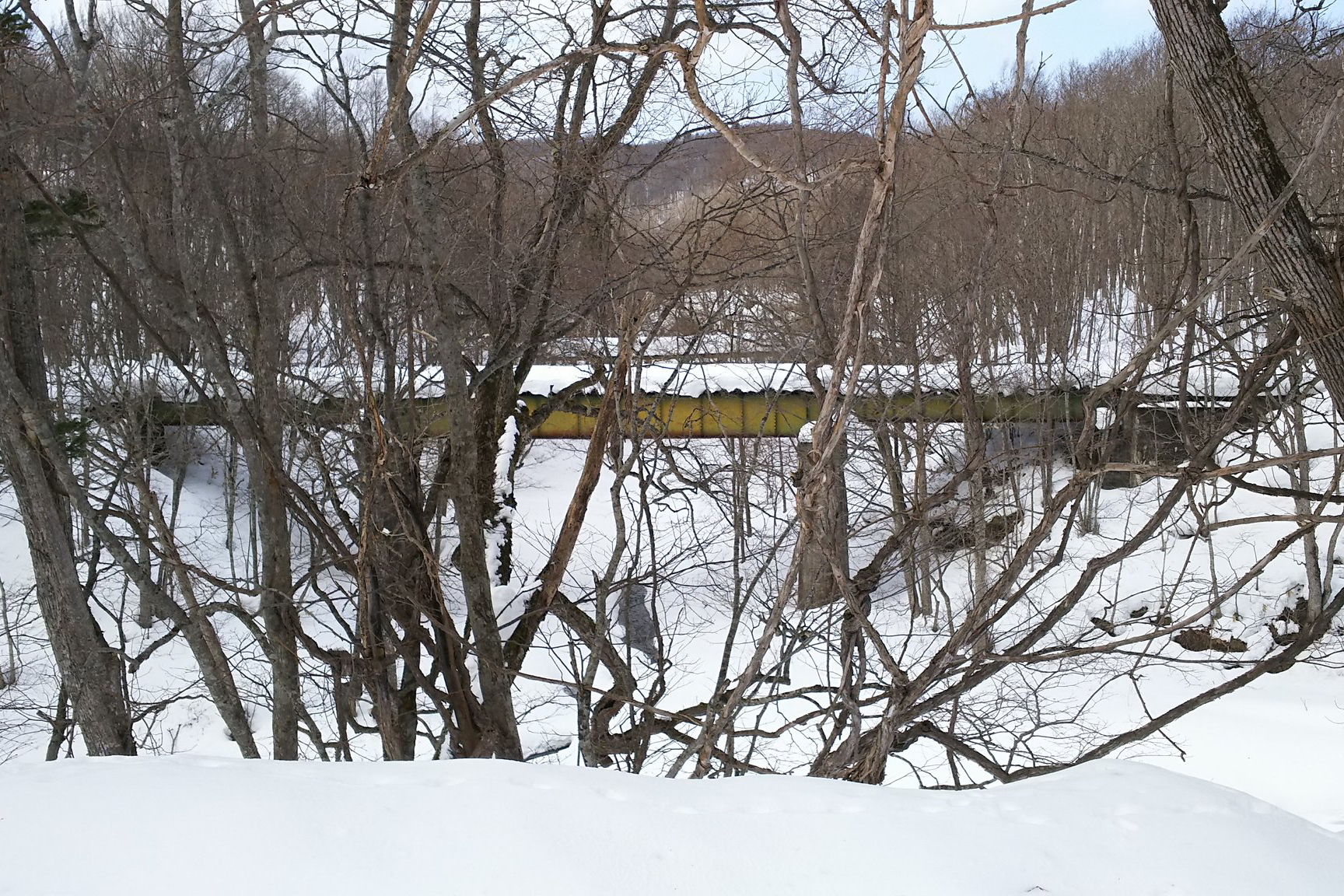
班溪川橋樑（2021年2月28日）

截至2011年（平成23年），站內已經沒有任何痕蹟。車站遺址附近，堆滿了草木。
此外截至2011年（平成23年），此站靠近名寄一方，舊線跨過興部川支流班溪川處還有名為「班溪川橋樑」的鋼樑橋。在國道上可確認該橋。

## 相鄰車站
北海道旅客鐵道（JR北海道）
名寄本線
中興部－班溪－宇津

## 注腳
1. ↑  書籍《北海道の駅878ものがたり 駅名のルーツ探究》（監修：太田幸夫，富士Comtem，2004年2月發行）220頁。
2. ↑  興部町百年史 1993年3月發行 p239-240。
3. 1 2  書籍《新 鉄道廃線跡を歩く1 北海道・北東北編》（JTB出版，2010年4月發行）214頁。
4. ↑  《北海道の駅878ものがたり》186頁。
5. 1 2 3  書籍《北海道道路地図 改訂版》（地勢堂，1980年3月發行）18頁。
6. 1 2  書籍《北海道の鉄道廃線跡》（著：本久公洋，北海道新聞社，2011年9月發行）118頁。